# Shooting Star (Elton John)
Shooting Star è un brano composto ed interpretato dall'artista britannico Elton John; il testo è di Gary Osborne.

## Struttura del brano
Proveniente dall'album del 1978 A Single Man (del quale è l'ottava traccia), rappresenta la seconda traccia più corta dell'LP (tralasciando lo strumentale Reverie), della durata di 02:44. John qui sperimenta un nuovo arrangiamento, completamente diverso da quello messo in evidenza in molti dei suoi brani. Inoltre la rockstar suona un Fender Rhodes al posto del solito pianoforte a coda. Sono presenti il sassofonista John Crocker (autore di un assolo udibile a un certo punto del pezzo) e Herbie Flowers al basso acustico, oltre a Steve Holly (batteria) e allo storico Ray Cooper (percussioni). Da notare la completa assenza di chitarre: ciò contribuisce a fare di Shooting Star il brano dalla melodia più tranquilla (insieme a Song for Guy) presente sull'LP. La canzone confluisce infine nella poliedrica Madness.

## Significato del testo
Il testo di Osborne parla di un uomo e della sua ex-fidanzata, diventata nel frattempo famosa. Il brano riguarda principalmente la loro relazione passata; il protagonista si reca ad ogni spettacolo della donna per vederla, e spera che un giorno possa ricordarsi del loro rapporto e riunirsi a lui. Finché quel giorno non fosse arrivato, egli sarebbe stato lì per lei.

## Formazione
- Elton John - voce, pianoforte elettrico, Fender Rhodes
- Herbie Flowers - basso acustico
- Steve Holly - batteria
- Ray Cooper - percussioni
- John Crocker - sassofono